# 교육용 소프트웨어
교육용 소프트웨어(Educational Software)는 교육이 지향하는 목적의 달성이나 문제 혹은 과제의 해결을 위한 모든 종류의 소프트웨어를 아울러 이르는 말이다. 코스웨어(courseware)라고도 불린다.
코스웨어는 'course(교육과정)'와 'software(소프트웨어)'의 합성어로 교육 내용과 절차, 방법을 담고 있는 컴퓨터 소프트웨어를 의미한다. 코스웨어는 학습방법과 전략에 따른 일련의 학습 절차(instruction)를 담고 있어야 하며 내용은 주로 교육 과정에 있는 교과목 내용을 중심으로 하고, 경우에 따라서는 통합교과적인 내용이나 교과에서 벗어난 내용을 포함하기도 한다.
교육용 소프트웨어는 크게 교수 활동을 지원하는 교수용 소프트웨어, 학습 활동을 지원하는 학습용 소프트웨어, 그리고 교육활동 과정이나 제반 문제 해결을 위해서 개발된 교육업무지원 소프트웨어로 구분할 수 있다.